# Kevin Burnham
Kevin Lobdell Burnham (New York, 21 dicembre 1956 – 27 novembre 2020) è stato un velista statunitense.
Vinse l'argento alle Olimpiadi di Barcellona 1992, insieme a Morgan Reeser, e l'oro a quelle di Atene 2004, insieme a Paul Foerster, gareggiando in entrambe le occasioni nella classe 470. Burnham fu il più anziano vincitore di medaglia d'oro nelle Olimpiadi del 2004.
Morì a 63 anni, nel 2020, per una malattia polmonare.